# Căldăraru (okręg Ardżesz)
Căldăraru – wieś w Rumunii, w okręgu Ardżesz, w gminie Căldăraru. W 2011 roku liczyła 945 mieszkańców.